# Aurimas Adomavičius
Aurimas Adomavičius, född 23 september 1993, är en litauisk roddare.
Adomavičius tävlade för Litauen vid olympiska sommarspelen 2016 i Rio de Janeiro, där han slutade på 9:e plats i scullerfyra. Övriga i roddarlaget var Dovydas Nemeravičius, Martynas Džiaugys och Dominykas Jančionis. Vid olympiska sommarspelen 2020 i Tokyo slutade Adomavičius på 12:e plats tillsammans med Saulius Ritter i dubbelsculler.